# جان اشبری
جان اشبری، (به انگلیسی: John Ashbery) (زاده ۲۸ ژوئیه ۱۹۲۷ – درگذشته ۳ سپتامبر ۲۰۱۷) از شاعران آمریکایی بود. او شعر ایالات متحده را از سال ۱۹۷۰ تا کنون شدیداً تحت تاثیر قرار داده همچنین وی نویسنده معروف سبک نیویورک است که او را می‌توان شاعر منادی شعر زبان نامید.

## زندگی
اشبری در روز ۲۸ ژوئیه در سال ۱۹۲۷ در روچستر نیویورک به دنیا آمد. در سال ۱۹۵۱، در رشتهٔ انگلیسی از دانشگاه کلمبیا فارغ‌التحصیل شد و در بین سال‌های ۱۹۵۸ تا ۱۹۷۲ در مهم‌تریم نشریات و مجلات هنری آمریکایی به‌عنوان نویسنده و سرویراستار فعالیت کرد. هشت سالی را هم به فرانسه رفت و بسیاری از اخبار بین‌المللی هنر و وقایع هنری اروپا را تحت پوشش خبری درآورد. پس از آن نیز در دانشکدهٔ بروکلین استاد رشتهٔ «نوشتن خلاقانه» (و در مجلهٔ نیوزویک نیز منتقد ثابت هنری شد.
علاقهٔ اشبری به هنر در شعر او نقشی سازنده ایفا کرد. او را معمولاً ً به فرانک اوهارا، جیمز شویلر و کنت کوخ ربط داده‌اند آن هم به‌عنوان عضوی از شاعران “مکتب نیویورک” این عنوان به علاقهٔ مشترک آن‌ها به مکتب انتزاعی نقاشان نیویورکی در دهه‌های ۴۰ و ۵۰ مربوط می‌شود، آن‌ها در طلب این بودند که برخی از تکنیک‌های این نقاشان را در شعر به‌کار گیرند. این نقاشان از واقع‌گرایی اجتناب می‌ورزیدند تا بر هنر به مثابهٔ بازنمایی کنش خلاقانه‌ای که تولیدگر آن بوده تأکید گذراند – هم‌چون نقاشی‌های کنش‌نمای جکسون پالاک. او بیش از ۲۰ جلد مجموعه شعر که به بیش از ۲۵ زبان ترجمه شده، چندین نمایشنامه، داستان، نقد هنری و ترجمه از خود به یادگار گذاشته‌است. وی فعالیت ادبی اش را از سال ۱۹۵۲ با انتشار کتاب مجموعه شعرش آغاز کرد و سال ۱۹۵۶ با انتشار کتاب «تعدادی درخت» با استقبال منتقدان روبه رو شد. پس از آن کتاب‌های دیگری نیز منتشر کرد اما آنچه سبب شهرت او شد انتشار مجموعه شعر «تصویر خود در آینه محدب» در سال ۱۹۷۵ بود که از سوی نیویورک تایمز به گرمی مورد تحسین قرار گرفت و شهرت فراوانی برای اشبری به دنبال آورد و او موفق شد تا جایزه پولیتزر، جایزه کتاب ملی آمریکا و جایزه حلقه منتقدان را سال ۱۹۷۶ برای آن کسب کند. «پلانیسفر» نیز یکی دیگر از آثار اوست.

## آثار و مطالعات
شعر اشبری همواره هم بر انگاره‌ها و تکانه‌های نقیض گشوده نبوده است. در کتاب‌های نخستین او سطح ظاهری واقع‌گرایی و امر ِ در دمْ گذر را واگذاشته شده‌است تا به “گستره‌های دور از دسترس‌تر ناخودآگاه” دست‌رسی حاصل شود. شخصیت اصلی در شعر نقشْ‌گفت‌ها – که در این‌جا نیز ترجمه شده‌است - از نخستین کتاب اشبریموسوم به «برخی درختان» Some Trees راهبه‌ای شادان است که بناست با پریدن از آسمان‌خراشی بی‌پوندی‌ها و بی‌ارتباطی‌های جهان را ترک گوید. این عمل وی به‌طور ضمنی نشان می‌دهد که “بسی از آن‌چه زیباست باید که طرد شود / تا ما بل ماننده شویم به برین‌تر / نقشی از خویشتن خویش‌مان. ” برای دست یافتن به “گستره‌های دور از دسترس‌تر ناخودآگاه، ” اشبری تجربیات تکنیکی متعددی را آزمود. شکل‌های عمیقاً ً الگواره شده‌ای چون سستینا ۲ در «برخی درختان» و The Tennis Court Oath (۱۹۶۲) بی که از هوشیاری‌ای ماشینی و خودکار نشانی از خود بروز دهد بل‌که برای اکتشاف و کاوش: “یک‌دفعه به کسی گفتم سرودن سستینا مثل راندن دوچرخه‌ای در سراشیبی تپه است در حالی‌که پدال‌ها به پاهای‌ات فشار می‌آورند. می‌خواستم پاهای‌ام به آن جاهایی کشانیده شوند که معمولاً ً به‌خودی‌خود به آن‌ها گام نمی‌نهادند. ”
اشبری سبکی را پرورانده است که پذیرای تغییرات و دگرگونی‌های دم‌به‌دم و سریع در لحن و توجه نظر است. شکل آثار او غالباً ً آزادانه بین گونه‌های مختلف سخن در نوسان است، بین زبان فرهنگ عامه و متداول و بلاغتی تعالی‌یافته که با بصیرتی شاعرانه توأم شده‌است. شعر اشبری نشان‌دهندهٔ آگاهی از رمزگان زبان‌شناسی گوناگون است (به علاوهٔ کلیشه‌ها و گفتار عامیانهٔ عُرفی) که از طریق آن‌ها ما می‌زییم و از ره‌گذرشان خود را تعریف و تبیین می‌کنیم. این آگاهی ِ یادشدهْ دربرگیرندهٔ علاقه به آن‌چیزی‌ست که اشبری “اصوات نثروار” نامیده‌است، و اغلب آن‌گونه شعر سروده‌است که مرز بین نثر و شعر به چالش کشیده شود.
شعر بلند اشبری تحتِ عنوان «خود-نگاره در آیینه‌ای محدب» همان‌قدر به احساساتِ دائم‌التغییر و تندْگذر ِ شاعر در حین سرایش شعر توجه دارد که به نقاشی رنسانس که الهام‌بخش شاعر بوده‌است. این اثر میان انرژی‌های پریشان‌گشته‌ای که غنای اثر هنری را رقم می‌زنند در حال آمدْشدن است و نیز در ترکیب‌بندی ِ کامل شده‌ای که هنرمند دربارهٔ آن هم احساس پیروزی می‌کند و هم آن را در حکم به کذب آغُشتن آن احساسات پیچیده می‌داند. اشبری در حسِّ سرشاری و هوشیاری محاوره‌ای در زندگی روزمرهٔ نیویورکی شریک است، و این حس را در کشمکش تمرکز و ایستایی هنر قرار می‌دهد.
شعر اشبری، به‌ویژه اشعار اولیهٔ او، که خیلی بیش‌تر تجربی بوده‌اند، به‌طور خاص بر نسل جوان‌تری که تحت عنوان «شاعران زبان» شناخته می‌شدند تأثیرگذار بود. آن‌ها جذبِ سرخوشانگی زبان‌شناسیک شعر وی شدند و ایستادگی این شعر دربرابر قرائت شدن به‌مثابهٔ صدایی یکه و شخصی. با آفتابی کردن و گاهی هم گسستن از کاربردهای مسلط زبان در جهان ما، شعرهای اشبری امکان‌های تازه‌ای را برای معنا برمی‌گشایند: “ما همه سخن‌ورزیم / این حقیقت است، ولی در زیر این سخن‌ورزی نهفته‌است / جنبش و سرباز زدن از به جنبش آمدن، آزاد و یله / معنا، درهم‌ریخته و سهل هم‌چون زمین خرمن‌کوبی. ”

## نمونه‌ای از اشعار
نقش‌گفت
۱.
تازه‌راهبه‌ای بر رخ‌بام نشسته بود
بلندْ بر فراز شهر، فرشته‌ها
دعاهای‌شان را درآمیختند با هیاهای ِ
پلیس‌ها، در کار التماس به او تا دست از چنین کاری فروشوید
زنی عهد کرد با او دوست شود.
گفت راهبه “مرا با دوست چه‌کار. ”
مادری به او جوارب‌شلواری‌ای پیش‌کش کرد
که از پاهای خودْ به‌در آورد بود. آوردند دیگران
پیش‌کش‌های خُردی از میوه و آب‌نبات
مردی کور همهٔ گل‌های‌اش را. اگر کسی
را به گوی ِ توفیق دست‌رسی بود، خودْ این‌ها بودند،
چراکه “صحنه باید مراسمی باشد آئینی”
بود آن‌چه که راهبه طلب می‌کرد. گفت “من در طلبِ
یادواره‌هام. ” “خواهم که بپویم
تمثیل‌وار، چون موج‌ها که
ساحل ِ بی‌خیال را در بوس و کنارشان می‌گیرند. شما مردمْ می‌دانم من
هرآن‌چه نیک را پیشکش‌ام می‌کنید
که هوای‌اش در سرم نیست. اما خواهش‌ام این است که به‌یاد داشته باشید
پذیرندهٔ آن‌همه بودم چو جان باختم. ” این‌گونه که افتاد، باد
ردای‌اش را گرهْ‌گره باز کرد، و برهنه
چون تخم سیمرغ، رو به جانبِ پائین، به‌نرمی، روانه شد
بیرون از شفقت فرشته‌ها و اذهان آدمیان.
۲.
بسی از آن‌چه که زیباست را می‌باید وانهاد
تا که شاید مانندْ شویم به بلندتر
جلوه‌ای از خویشتن ِ خویش‌مان. در شعلهْ شب‌پره‌ها بالا می‌آیند،
دریغا با این آرزو، فقط، که خودْ شعله باشند:
آن‌ها در رفعتِ ما نمی‌کاهند.
سوسو ما می‌زنیم به زیر سنگین‌باری ِ
ناهشیاری‌ها. چه‌گونه می‌توانستیم اما بگوییم
که از سر آن حقیقتی که می‌دانیم، زن ردایی
بود سایهْ‌رنگ؟ چراکه آن شب، موشک‌ها آه برکشیدند
موقرانه بر فراز شهر، و بود در آن میانهْ شادخواری:
در دل ِ آن لحظهْ چه‌بسیار که نهفته‌است!
بسا روی کردن‌ها به جانبِ آن شعله،
می‌توانستیم اوج از زمین گرفتن، نظاره‌کنان ِ او
فرازنده، در تن‌پوش‌اش۷ از برگ‌های روشن
ولی او، به‌حتم، تندیسه‌ای بود از
بی‌تفاوتی، اعجازی
که از برای ما مقدر نبوده است، همان‌گونه که برگ‌ها نیستند
از برای زمستان چراکه پایان است.